# Die Welt brennt – Live in Stuttgart
Die Welt brennt – Live in Stuttgart ist das dritte Videoalbum der Südtiroler Deutschrock-Band Frei.Wild. Es erschien am 2. März 2012 über das Label Rookies & Kings. Die DVD ist von der FSK ab 12 Jahren freigegeben.

## Inhalt
Das Album enthält 2 DVDs, auf denen sich Videomitschnitte von vier Konzerten der Band vom 27. bis 30. Dezember 2011 in Stuttgart, Frankfurt am Main, Dresden und Hamburg finden. Dabei spielte die Gruppe größtenteils Lieder aus ihren bis zu diesem Zeitpunkt erschienenen Studioalben. Die erste DVD zeigt den gesamten Auftritt in Stuttgart, inklusive eines Medleys, das die Gruppe zusammen mit den Musikern Gonzo von den Böhsen Onkelz, Doro, Alexx von Eisbrecher, Warthy und Orphelia Dax spielte. Auf der zweiten DVD sind Backstage-Szenen und Ausschnitte von den Konzerten in Frankfurt, Dresden und Hamburg enthalten.

## Covergestaltung
Das Cover ist größtenteils in Schwarz-Weiß gehalten. Es zeigt eine Erdkugel mit dem Frei.Wild-W, auf der in Blau Die Welt brennt geschrieben steht. Über und unter der Erdkugel steht das typische Frei.Wild-Logo bzw. der Schriftzug X-Mas Tour DVD in Weiß. Am Unteren Bildrand befinden sich der Titel Live in Stuttgart in Blau und die weiße Anmerkung Backstage + Roadmovie + Frankfurt + Dresden + Hamburg.

## Titelliste
DVD 1
| #  | Titel                                                    | Länge |
| -- | -------------------------------------------------------- | ----- |
| 1  | Intro                                                    | 1:04  |
| 2  | Hoch hinaus                                              | 3:00  |
| 3  | Frei.Wild                                                | 3:28  |
| 4  | Niemand                                                  | 3:19  |
| 5  | Arschtritt                                               | 3:57  |
| 6  | Allein nach vorne                                        | 5:46  |
| 7  | Mehr als 1000 Worte unplugged                            | 5:37  |
| 8  | Südtirol                                                 | 6:03  |
| 9  | Irgendwer steht dir zur Seite                            | 5:33  |
| 10 | Die Zeit vergeht                                         | 4:56  |
| 11 | Weil du mich nur verarscht hast                          | 4:29  |
| 12 | Unser Wille, unser Weg                                   | 4:33  |
| 13 | Die Welt brennt                                          | 5:00  |
| 14 | Das Land der Vollidioten                                 | 4:44  |
| 15 | Schwarz und Weiss                                        | 6:30  |
| 16 | Der aufrechte Weg                                        | 5:00  |
| 17 | Feuer, Erde, Wasser, Luft                                | 5:58  |
| 18 | Nur Arschlöcher um mich herum                            | 4:44  |
| 19 | Ich bleib daheim                                         | 4:19  |
| 20 | Halt deine Schnauze                                      | 5:24  |
| 21 | Wahre Werte                                              | 8:19  |
| 22 | Medley (mit Gonzo, Doro, Alexx, Warthy und Orphelia Dax) | 14:49 |
| 23 | Sieger stehen da auf, wo Verlierer liegen bleiben        | 4:58  |

DVD 2
| # | Titel                                            | Länge |
| - | ------------------------------------------------ | ----- |
| 1 | Tour-Dokumentation (Frankfurt, Dresden, Hamburg) | 64:04 |